# Amoeboceras
Amoeboceras es un género extinto de cefalópodos amonites estrechamente relacionado con el género Cardioceras. Los fósiles se encuentran en estratos marinos de la edad jurásica tardía de Europa y Rusia.